# Nerone (Mascagni)
Nerone és una òpera en tres actes composta per Pietro Mascagni sobre un llibret italià de Giovanni Targioni-Tozzetti, basat en Nerone de Pietro Cossa. S'estrenà al Teatro alla Scala de Milà el 16 de gener de 1935.

## Personatges i intèrprets de l'estrena
| Personatge            | Tessitura | Estrena, 16 de gener de 1935 (Dir.: Pietro Mascagni) |
| --------------------- | --------- | ---------------------------------------------------- |
| Atte                  | soprano   | Lina Bruna Rasa                                      |
| Claudio Cesare Nerone | tenor     | Aureliano Pertile                                    |
| Clivio Rufo           | baix      | Duilio Baronti                                       |
| Egloge                | soprano   | Margherita Carosio                                   |
| Epafrodìto            | baríton   | Fabio Ronchi                                         |
| Faònte                | tenor     | Gino Del Signore                                     |
| Icèlo                 | tenor     | Giuseppe Nessi                                       |
| Menècrate             | baríton   | Apollo Granforte                                     |
| Vinìcio               | baríton   | Aristide Baracchi                                    |
| Nevio                 | tenor     | Ettore Parmeggiani                                   |
| Pastore               | tenor     | Nello Palai                                          |
| Babilio               | baix      | Tancredi Pasero                                      |
| Petronio              | baix      | Giuseppe Noto                                        |
| Mucrone               | baix      | Luciano Donaggio                                     |
| Eulogio               | baix      | Franco Zaccarini                                     |